# أبو زرعة المعمري
أبو زرعة المعمري الجرجاني (ازدهر في القرن 10) كان شاعرًا من العصر الساماني، ولم يُعرف عنه إلا من خلال كتابات المؤرخ عوفي (ت. 1242) . وفي النص يسأله أمير خراسان (الذي لم يذكر اسمه): (أبا زرعة، هل أنت قادر على كتابة القصائد على مستوى الرودكي؟) ثم قام بعد ذلك بتأليف ثلاثة أبيات شعرية يعلن فيها تفوقه على الرودكي.